# Mateo Musacchio
Mateo Pablo Musacchio (phát âm tiếng Tây Ban Nha: [mate.o musakjo], sinh ngày 26 tháng 8 năm 1990) là cựu cầu thủ bóng đá người Argentina, chơi với vị trí trung vệ
hiện đã giải nghệ.
Anh đã dành hầu hết sự nghiệp chuyên nghiệp của mình với Villarreal sau khi ký hợp đồng với tư cách là một cầu thủ 19 tuổi, sẽ xuất hiện trong 249 trận đấu và ghi 7 bàn trong 7 mùa giải tại La Liga.

## Sự nghiệp của câu lạc bộ

### River Plate
Một sản phẩm của hệ thống thanh thiếu niên River Plate, Musacchio sinh ra ở Rosario, Santa Fe, và anh đã có trận ra mắt đội hình một lần nữa khi anh 16 tuổi trong mùa giải 2006-07, bốn lần ra sân. Anh là một phần của đội hình đã giành Clausura trong năm sau, nhưng không có trong bất kỳ trận ra sân nào.

### Villarreal
Vào tháng 8 năm 2009, Musacchio chuyển đến Villarreal ở Tây Ban Nha, ban đầu được giao cho đội B. Anh đã chính thức ra mắt vào ngày 5 tháng 9 trong một cú sốc bởi trận thua 1-3 tại sân của Córdoba CF.
Vào ngày 13 tháng 2 năm 2010, ngay sau khi nhập tịch EU, Musacchio ra mắt bằng việc chơi bóng trong 15 phút cuối trong trận thắng 2-1 gặp Athletic Bilbao. Từ thời điểm đó trở đi, anh được đôn lên đội một, liên tiếp vượt qua Iván Marcano và Gonzalo Rodríguez-người đồng hương sau này, trong sự lựa chọn thứ tự trung vệ của họ
Trong suốt quãng thời gian ở El Madrigal, Musacchio gặp một số vấn đề về chấn thương.

### Milan
Vào ngày 30 tháng 5 năm 2017, tám ngày sau khi vượt qua kỳ y tế của mình, Musacchio chuyển đến câu lạc bộ Ý, AC Milan sau khi ký hợp đồng bốn năm.
Sau khi đội trưởng Leonardo Bonucci quay lại Juventus, và hai chấn thương dài hạn của Mattia Caldara, Musacchio được xuất phát trong đội hình chính, thường xuyên hợp tác với đội trưởng mới được bổ nhiệm của đội là Alessio Romagnoli

## Thống kê sự nghiệp

### Câu lạc bộ
Tính đến ngày 23 tháng 1 năm 2021
| Câu lạc bộ     | Mùa giải       | Giải quốc nội              | Giải quốc nội | Giải quốc nội | Cúp  | Cúp | Châu lục | Châu lục | Khác | Khác | Tổng cộng | Tổng cộng |
| Câu lạc bộ     | Mùa giải       | Hạng đấu                   | Trận          | Bàn           | Trận | Bàn | Trận     | Bàn      | Trận | Bàn  | Trận      | Bàn       |
| -------------- | -------------- | -------------------------- | ------------- | ------------- | ---- | --- | -------- | -------- | ---- | ---- | --------- | --------- |
| River Plate    | 2006–07        | Argentine Primera División | 5             | 0             | 0    | 0   | —        | —        | —    | —    | 5         | 0         |
| River Plate    | 2007–08        | Argentine Primera División | 1             | 0             | 0    | 0   | —        | —        | —    | —    | 1         | 0         |
| River Plate    | 2008–09        | Argentine Primera División | 4             | 0             | 0    | 0   | 1        | 0        | —    | —    | 5         | 0         |
| River Plate    | Tổng cộng      | Tổng cộng                  | 10            | 0             | 0    | 0   | 1        | 0        | —    | —    | 11        | 0         |
| Villarreal B   | 2009–10        | Segunda División           | 22            | 3             | —    | —   | —        | —        | —    | —    | 22        | 3         |
| Villarreal     | 2009–10        | La Liga                    | 7             | 0             | 0    | 0   | 1        | 0        | —    | —    | 8         | 0         |
| Villarreal     | 2010–11        | La Liga                    | 31            | 0             | 6    | 0   | 15       | 0        | —    | —    | 52        | 0         |
| Villarreal     | 2011–12        | La Liga                    | 30            | 0             | 2    | 0   | 7        | 0        | —    | —    | 39        | 0         |
| Villarreal     | 2012–13        | Segunda División           | 39            | 2             | 1    | 0   | —        | —        | —    | —    | 40        | 2         |
| Villarreal     | 2013–14        | La Liga                    | 32            | 1             | 3    | 0   | —        | —        | —    | —    | 35        | 1         |
| Villarreal     | 2014–15        | La Liga                    | 14            | 3             | 3    | 0   | 7        | 0        | —    | —    | 24        | 3         |
| Villarreal     | 2015–16        | La Liga                    | 13            | 1             | 3    | 0   | 5        | 0        | —    | —    | 21        | 1         |
| Villarreal     | 2016–17        | La Liga                    | 23            | 0             | 1    | 0   | 6        | 0        | —    | —    | 30        | 0         |
| Villarreal     | Tổng cộng      | Tổng cộng                  | 189           | 7             | 19   | 0   | 41       | 0        | —    | —    | 249       | 7         |
| Milan          | 2017–18        | Serie A                    | 15            | 0             | 0    | 0   | 7        | 1        | —    | —    | 22        | 1         |
| Milan          | 2018–19        | Serie A                    | 29            | 1             | 3    | 0   | 1        | 0        | —    | —    | 33        | 1         |
| Milan          | 2019–20        | Serie A                    | 18            | 0             | 0    | 0   | —        | —        | —    | —    | 18        | 0         |
| Milan          | 2020–21        | Serie A                    | 1             | 0             | 1    | 0   | 0        | 0        | —    | —    | 2         | 0         |
| Milan          | Tổng cộng      | Tổng cộng                  | 63            | 1             | 4    | 0   | 8        | 1        | —    | —    | 75        | 2         |
| Lazio          | 2020–21        | Serie A                    | 0             | 0             | 0    | 0   | 0        | 0        | —    | —    | 0         | 0         |
| Tổng sự nghiệp | Tổng sự nghiệp | Tổng sự nghiệp             | 284           | 11            | 23   | 0   | 50       | 1        | —    | —    | 357       | 12        |